# Letônia nos Jogos Olímpicos de Verão de 2004
A Letônia competiu nos Jogos Olímpicos de Verão de 2004, em Atenas, na Grécia.
A Letonia conseguiu 4 medalhas, sendo as 4 de prata, uma atuação meio apagada mas mesmo assim está bom

## Medalhistas

### Prata
- Atletismo - Lançamento de dardo masculino: Vadims Vasiļevskis
- Ginástica - Salto sobre o cavalo masculino: Evgeni Sapronenko
- Pentatlo Moderno - Feminino: Jelena Rublevska
- Levantamento de Peso - Superpesado (+105 kg): iktors Scerbatihs